# Campionati del mondo di atletica leggera indoor 2024 - 400 metri piani femminili
La gara dei 400 metri piani femminili dei campionati del mondo di atletica leggera indoor 2024 si svolge l'1 e il 2 marzo.

## Podio
| Pos.    | Atleta        | Nazionalità | Tempo |
| ------- | ------------- | ----------- | ----- |
| Oro     | Femke Bol     | Paesi Bassi | 49"17 |
| Argento | Lieke Klaver  | Paesi Bassi | 50"16 |
| Bronzo  | Alexis Holmes | Stati Uniti | 50"24 |

## Situazione pre-gara

### Record
Prima di questa competizione, il record del mondo e il record dei campionati erano i seguenti.
| Record                | Prestazione | Atleta                              | Data e luogo                            | Competizione                     |
| --------------------- | ----------- | ----------------------------------- | --------------------------------------- | -------------------------------- |
| Record mondiale       | 49"24       | Femke Bol Paesi Bassi               | 18 febbraio 2024 Apeldoorn, Paesi Bassi | Campionati olandesi indoor       |
| Record dei campionati | 50"04       | Olesya Krasnomovets-Forsheva Russia | 12 marzo 2006 Mosca, Russia             | Campionati del mondo indoor 2006 |

### Campionesse in carica
Le campionesse in carica a livello mondiale erano
| Campionessa     | Atleta                            | Prestazione | Data e luogo                      | Competizione                     |
| --------------- | --------------------------------- | ----------- | --------------------------------- | -------------------------------- |
| Olimpica        | Shaunae Miller-Uibo Bahamas       | 48"36(o)    | 6 agosto 2021 Tokyo, Giappone     | Giochi della XXXII Olimpiade     |
| Mondiale        | Marileidy Paulino Rep. Dominicana | 48"76(o)    | 23 agosto 2023 Budapest, Ungheria | Campionati del mondo 2023        |
| Mondiale indoor | Shaunae Miller-Uibo Bahamas       | 50"31       | 19 marzo 2022 Belgrado, Serbia    | Campionati del mondo indoor 2022 |

### La stagione
Prima di questa gara, le atlete con le migliori tre prestazioni dell'anno erano:
| Pos. | Atleta                    | Prestazione | Data e luogo                              |
| ---- | ------------------------- | ----------- | ----------------------------------------- |
| 1    | Femke Bol Paesi Bassi     | 49"24       | 18 febbraio 2024 Apeldoorn, Paesi Bassi   |
| 2    | Lieke Klaver Paesi Bassi  | 50"10       | 18 febbraio 2024 Apeldoorn, Paesi Bassi   |
| 3    | Alexis Holmes Stati Uniti | 50"34       | 17 febbraio 2024 Albuquerque, Stati Uniti |

## Risultati

### Batterie di qualificazione
Le batterie di qualificazione si sono tenute il 1º marzo a partire dalle ore 10:22.
Passano alle semifinali le prime due atlete di ogni batteria (Q) e le successive quattro atlete più veloci (q).

#### Batteria 1
| Pos | Corsia | Atleta             | Nazionalità   | Tempo        | Note                                     |
| --- | ------ | ------------------ | ------------- | ------------ | ---------------------------------------- |
| 1   | 5      | Laviai Nielsen     | Gran Bretagna | 51"82        | Q                                        |
| 2   | 6      | Andrea Miklós      | Romania       | 52"17 (.168) | Q                                        |
| 3   | 3      | Tereza Petržilková | Rep. Ceca     | 52"31        |                                          |
| 4   | 4      | Cátia Azevedo      | Portogallo    | 52"92        |                                          |
| 5   | 2      | Eva Santidrián     | Spagna        | 53"07        |                                          |
| 6   | 1      | Shalysa Wray       | Isole Cayman  | 55"82        | Miglior prestazione personale stagionale |

#### Batteria 2
| Pos | Corsia | Atleta              | Nazionalità    | Tempo | Note                                     |
| --- | ------ | ------------------- | -------------- | ----- | ---------------------------------------- |
| 1   | 6      | Lieke Klaver        | Paesi Bassi    | 51"31 | Q                                        |
| 2   | 4      | Susanne Gogl-Walli  | Austria        | 51"43 | Q                                        |
| 3   | 5      | Lada Vondrová       | Rep. Ceca      | 51"94 | q                                        |
| 4   | 3      | Stacey Ann Williams | Giamaica       | 52"16 | q                                        |
| 5   | 1      | Gunta Vaičule       | Lettonia       | 53"09 | Miglior prestazione personale stagionale |
| 6   | 2      | Yanique Haye-Smith  | Turks e Caicos | 54"98 | Miglior prestazione personale stagionale |

#### Batteria 3
| Pos | Corsia | Atleta            | Nazionalità | Tempo        | Note |
| --- | ------ | ----------------- | ----------- | ------------ | ---- |
| 1   | 5      | Talitha Diggs     | Stati Uniti | 52"17 (.167) | Q    |
| 2   | 4      | Amandine Brossier | Francia     | 52"23 (.229) | Q    |
| 3   | 6      | Henriette Jæger   | Norvegia    | 52"23 (.229) | Q    |
| 4   | 3      | Sharlene Mawdsley | Irlanda     | 52"23 (.229) | Q    |
| 5   | 2      | Lauren Hoffman    | Filippine   | 54"66        |      |
| 6   | 1      | Tabata Vitorino   | Brasile     | 57"73        |      |

#### Batteria 4
| Pos | Corsia | Atleta            | Nazionalità | Tempo | Note |
| --- | ------ | ----------------- | ----------- | ----- | ---- |
| 1   | 6      | Femke Bol         | Paesi Bassi | 52"00 | Q    |
| 2   | 5      | Alexis Holmes     | Stati Uniti | 52"53 | Q    |
| 3   | 4      | Charokee Young    | Giamaica    | 53"04 |      |
| 4   | 1      | Ayomide Folorunso | Italia      | 53"15 |      |
| 5   | 3      | Tiffani Marinho   | Brasile     | 53"48 |      |
| 6   | 2      | Grace Claxton     | Porto Rico  | 54"62 |      |

### Semifinali
Le semifinali si sono tenute il 1º marzo a partire dalle ore 20:50.
Passano alla finale le prime tre atlete di ogni batteria (Q).

#### Semifinale 1
| Pos | Corsia | Atleta              | Nazionalità | Tempo | Note        |
| --- | ------ | ------------------- | ----------- | ----- | ----------- |
| 1   | 4      | Lieke Klaver        | Paesi Bassi | 51"18 | Q           |
| 2   | 6      | Talitha Diggs       | Stati Uniti | 51"28 | Q           |
| 3   | 5      | Susanne Gogl-Walli  | Austria     | 52"47 | Q           |
| 4   | 1      | Stacey Ann Williams | Giamaica    | 52"72 |             |
| 5   | 3      | Amandine Brossier   | Francia     | 53"26 |             |
| -   | 4      | Sharlene Mawdsley   | Irlanda     | dq    | TR17.1.2[O] |

#### Semifinale 2
| Pos | Corsia | Atleta          | Nazionalità   | Tempo | Note |
| --- | ------ | --------------- | ------------- | ----- | ---- |
| 1   | 5      | Femke Bol       | Paesi Bassi   | 50"66 | Q    |
| 2   | 2      | Alexis Holmes   | Stati Uniti   | 50"99 | Q    |
| 3   | 6      | Laviai Nielsen  | Gran Bretagna | 51"44 | Q    |
| 4   | 3      | Henriette Jæger | Norvegia      | 51"48 |      |
| 5   | 4      | Andrea Miklós   | Romania       | 51"83 |      |
| 6   | 1      | Lada Vondrová   | Rep. Ceca     | 52"48 |      |

### Finale
La finale si terrà il 2 marzo alle ore 21:02.
| Pos     | Corsia | Atleta             | Nazionalità | Tempo | Note                                     |
| ------- | ------ | ------------------ | ----------- | ----- | ---------------------------------------- |
| Oro     | 5      | Femke Bol          | Paesi Bassi | 49"17 | Record mondiale                          |
| Argento | 6      | Lieke Klaver       | Paesi Bassi | 50"16 |                                          |
| Bronzo  | 3      | Alexis Holmes      | Stati Uniti | 50"24 | Miglior prestazione personale            |
| 4       | 2      | Laviai Nielsen     | Regno Unito | 50"89 | Miglior prestazione personale            |
| 5       | 4      | Talitha Diggs      | Stati Uniti | 51"23 | Miglior prestazione personale stagionale |
| 6       | 1      | Susanne Gogl-Walli | Austria     | 51"37 | Record nazionale                         |